# Nanaia Mahuta
Nanaia Cybele Mahuta (Auckland, 21 d'agost de 1970) és una política maori neozelandesa i diputada de la Cambra de Representants de Nova Zelanda, representant la circumscripció electoral maori de Hauraki-Waikato des de les eleccions de 2008. És membre del Partit Laborista i ha estat diputada des de les eleccions de 1996. Mahuta va ser la Ministra de Govern Local, la Ministra de Duanes i la Ministra d'Afers Joves entre el 2005 i 2008. Actualment és la portaveu de l'oposició sobre educació. D'ençà del 2 de novembre del 2020 és Ministra d'Afers Exteriors del govern de Jacinda Ardern, essent així la primera dona maori a ocupar aquest càrrec.

## Diputada
| Parlament de Nova Zelanda |      |                 |        |           |
| Anys                      | Leg. | Circumscripció  | Llista | Partit    |
| 1996-1999                 | 45   | Llista          | 8      | Laborista |
| 1999-2002                 | 46   | Te Tai Hauāuru  | 10     | Laborista |
| 2002-2005                 | 47   | Tainui          | 19     | Laborista |
| 2005-2008                 | 48   | Tainui          | cap    | Laborista |
| 2008-2011                 | 49   | Hauraki-Waikato | 10     | Laborista |
| 2011-actualitat           | 50   | Hauraki-Waikato | 12     | Laborista |

Mahuta fou elegida diputada de la Cambra de Representants a partir de les eleccions de 1996, quan esdevingué diputada de llista pel Partit Laborista. En les eleccions de 1999 va guanyar en les eleccions a la circumscripció electoral maori de Te Tai Hauāuru.
En les eleccions de 2002 Mahuta fou candidata a la circumscripció maori de Tainui, una circumscripció nova. Amb el 48,94% del vot, Mahuta fou reelegida. En les eleccions de 2005 de nou va ser reelegida per l'electorat de Tainui, amb el 52,68% del vot.
Entre el 2005 i 2008, sota la primera ministra Helen Clark Mahuta va ser la Ministra de Govern Local, la Ministra de Duanes i la Ministra d'Afers Joves. Al perdre les eleccions de 2008 el Partit Laborista, Mahuta deixà de ser ministra.
Tot i això, Mahuta guanyà en la seva circumscripció de nou en les eleccions de 2008, aquest cop Hauraki-Waikato, nova circumscripció en ser abolida Tainui. Obtingué el 52,49% del vot, per sobre de la candidata del Partit Maori. De nou en les eleccions de 2011 guanyà a Hauraki-Waikato, en aquesta ocasió amb el 58,38% i amb una majoria de 5.935 dels 16.704 vots vàlids emesos totals.

## Vida personal
Mahuta té un MA en antropologia social.